# Рудник Батчер-Велл
Рудник Батчер-Велл – гірничодобувний майданчик на заході Австралії.
Золоторудне родовище Батчер-Велл виявили наприкінці 1980-х років. В 1993 – 1994 роках компанії Mount Burgess Gold Mining Company NL та Sons of Gwalia (остання передусім відома як власник великого рудника Гвалія) спробували організувати його розробку за допомогою кар’єрів Батчер-Велл, Енігматік та Гронскі (Hronsky). У підсумку через певні геологічні обставини проект закінчився невдачею, хоча й вдалось вилучити 1,3 тонни золота.
В 2006-му права на родовище придбала компанія Saracen Mineral Holdings, що провела додаткові геологорозвідвальні роботи, а в 2012-му під час обмеженої кампанії вилучила 0,4 тонни золота з кар’єрів Сіззлер та Олд-Кемп. В цей період руду відправляли для переробки на розташовану за 120 кілометрів фабрику з вилучення золота копальні Карус-Дам. 
В 2016-му Saracen Mineral Holdings передала права на Батчер-Велл у спільне підприємство з компанією AngloGold Ashanti. Остання станом на кінець 2022-го оцінювала залишкові ресурси родовища у 3 млн тонн руди та понад 10 тонн золота, втім, всі вони відносились до категорії передбачені.